# الأرجنتين (مترو باريس)
الأرجنتين (بالفرنسية: Argentine)‏ هي محطة مترو تابعة لمترو باريس تقع في فرنسا في الدائرة السادسة عشرة في باريس.[بحاجة لمصدر]